# Софіпіль
Софі́піль — село в Україні, у Тетіївській міській громаді Білоцерківського району Київської області. Розташоване на обох берегах річки Криштовиха (притока Молочної) за 14 км на схід від міста Тетіїв. Населення становить 137 осіб (станом на 1 липня 2021 р.).

## Історія
До 1810 року Софіполь був лише віддаленою, окремою частиною сусідніх Галайок. 1810 року ця частина здобула назву Софіполь, на честь дружини власника Галайок Йосифа Руліковського Софії. Відтоді село існує як окремий населений пункт.

## Населення

### Мова
Розподіл населення за рідною мовою за даними перепису 2001 року:
| Мова       | Відсоток |
| ---------- | -------- |
| українська | 100%     |

## Інфраструктура
У селі діє фельдшерський пункт, клуб, магазин.

## Пам'ятки
У селі розташована дерев'яна Георгіївська церква, збудована 1771 року у селі Юрківка та перенесена 1881 року у Софіпіль. Пам'ятка архітектури національного значення.

## Галерея

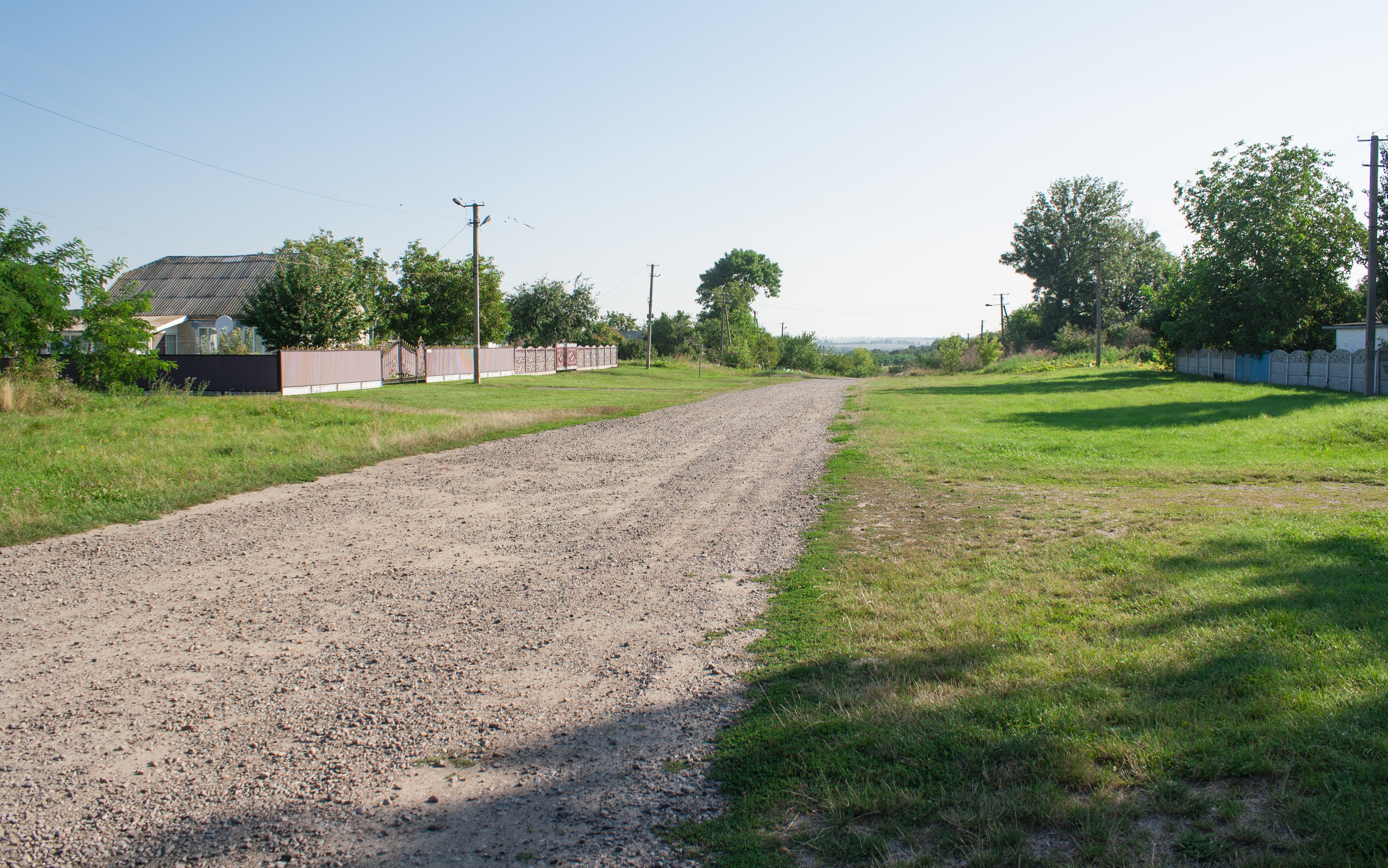
Вулиця Шевченка
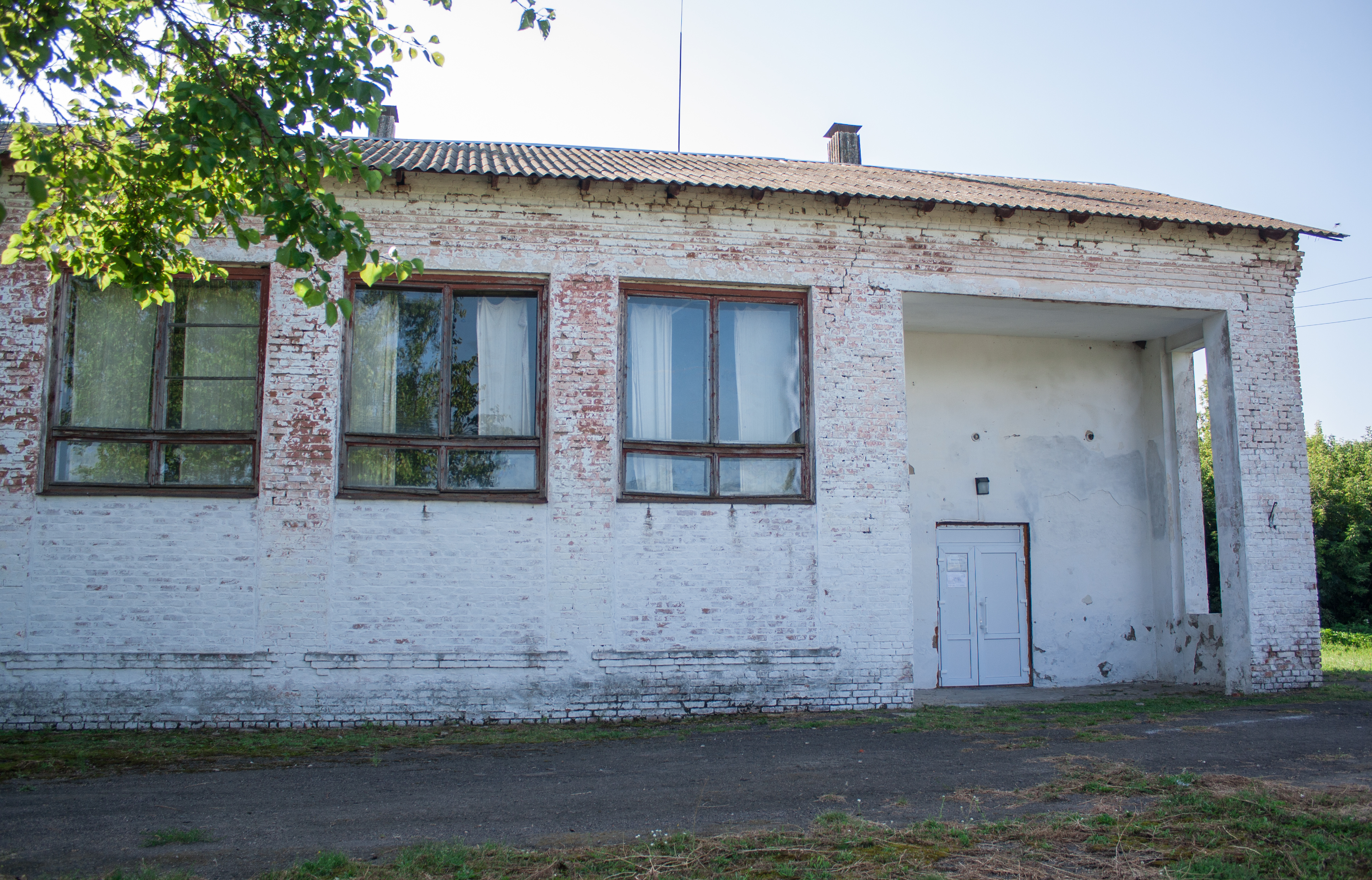
Клуб
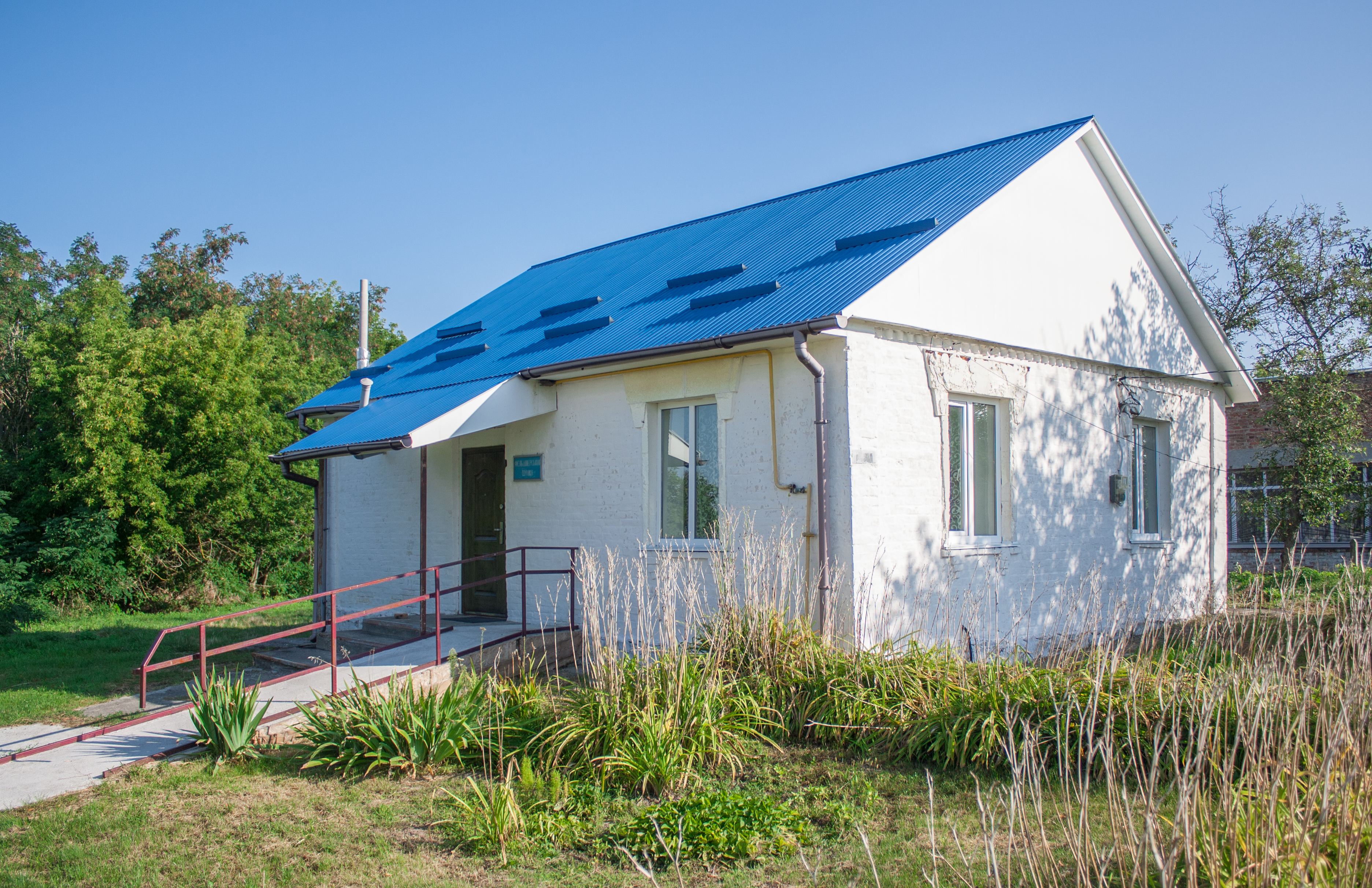
Фельдшерський пункт
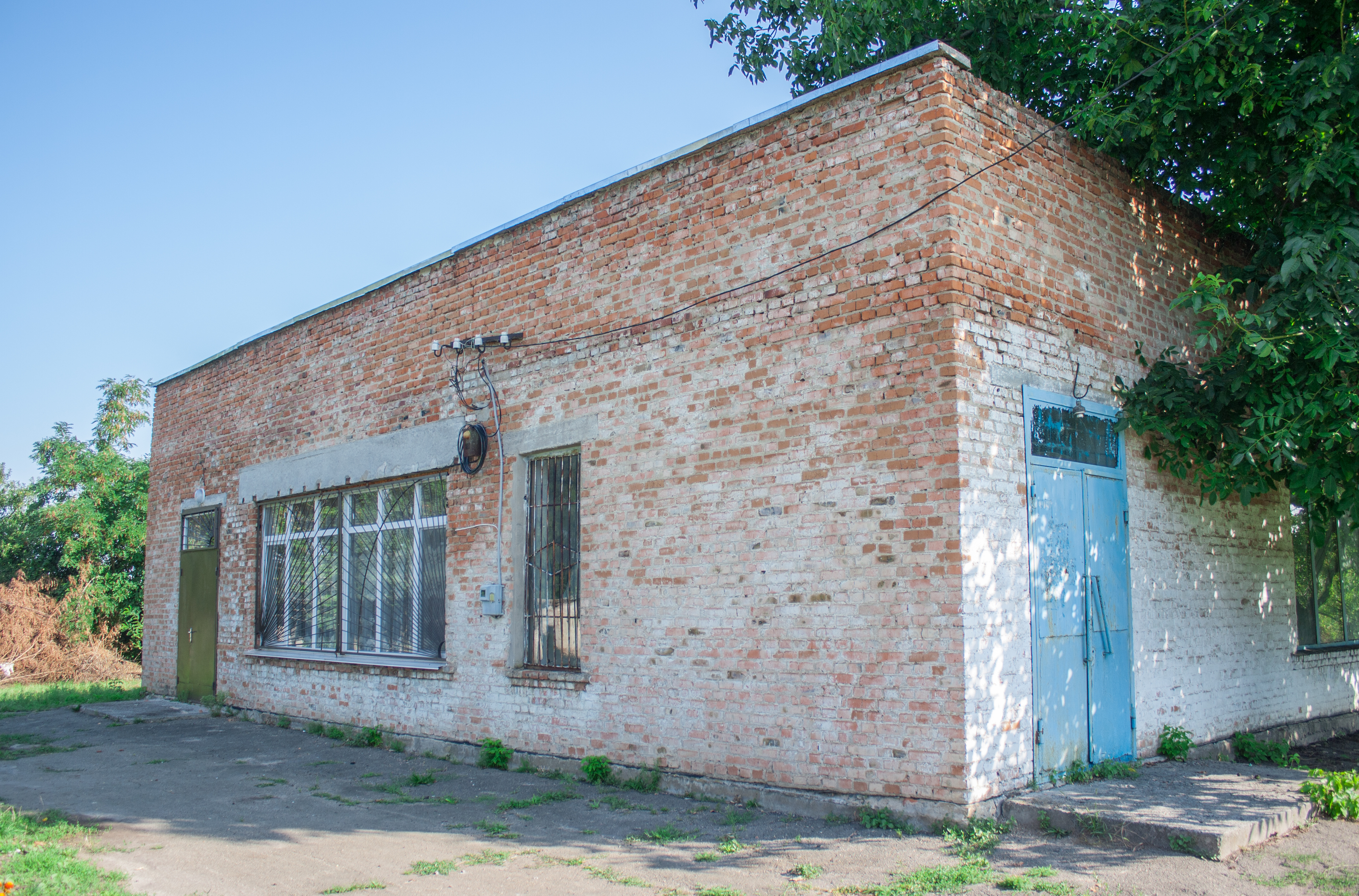
Магазин
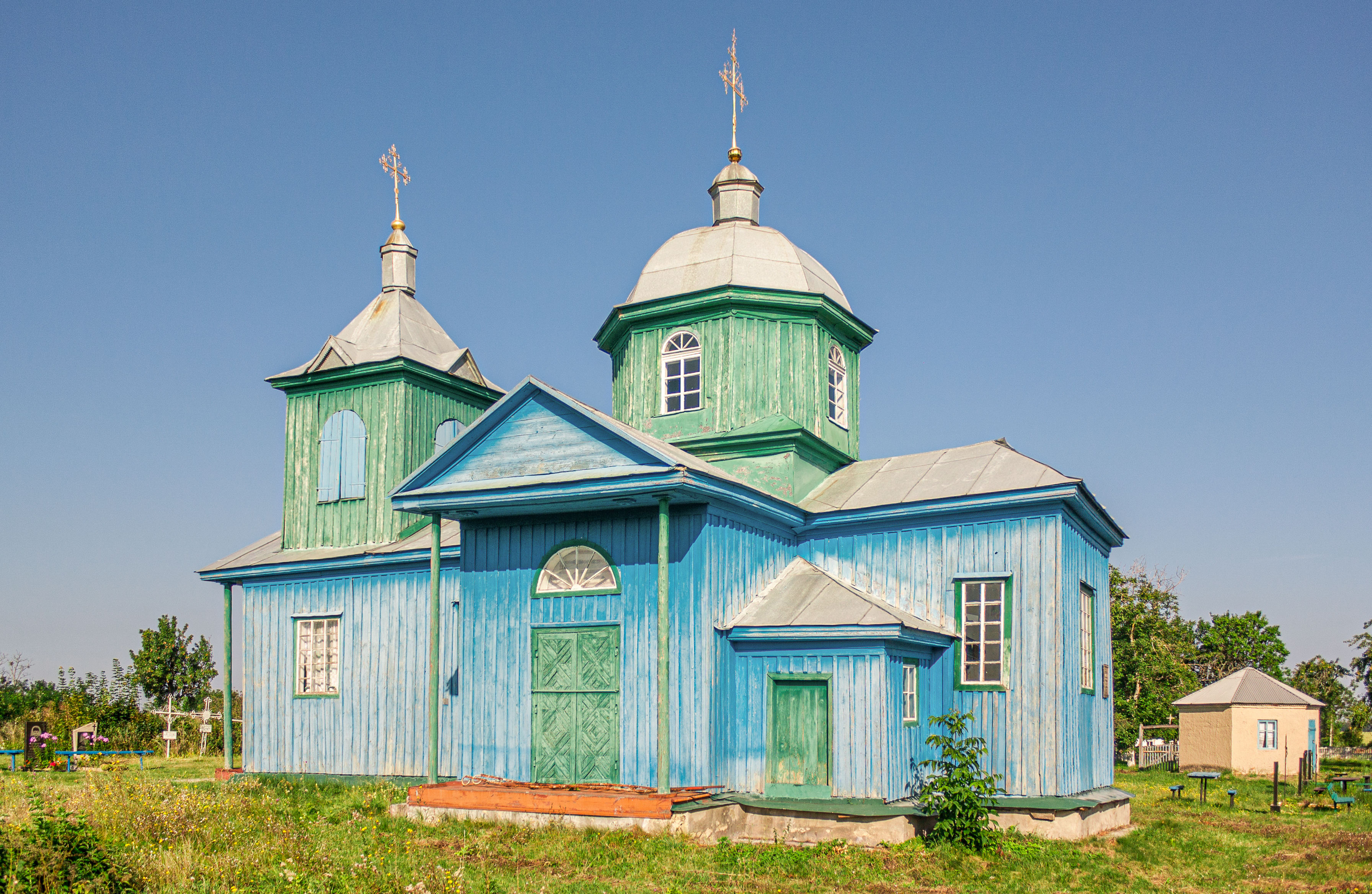
Георгіївська церква
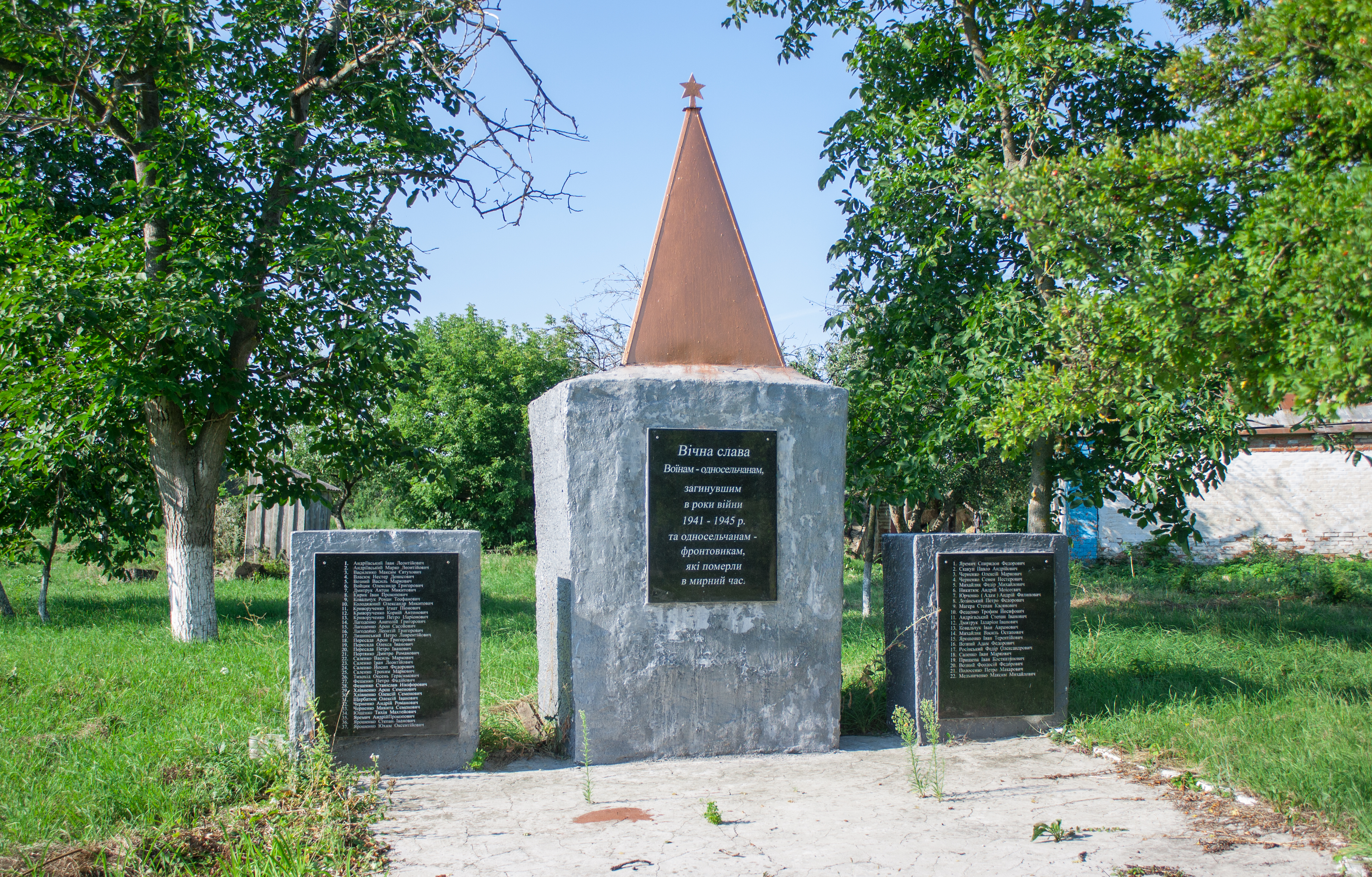
Пам'ятник воїнам-односельцям